# Espen Bredesen
Espen Odd Bredesen (* 2. února 1968 Oslo) je bývalý norský skokan na lyžích. Je jedním ze čtveřice skokanů (dalšími jsou Matti Nykänen, Jens Weissflog a Thomas Morgenstern), kteří dokázali ve své kariéře vyhrát olympiádu, mistrovství světa v klasickém lyžování, Světový pohár ve skocích na lyžích i Turné čtyř můstků.
Ve Světovém poháru debutoval v roce 1989, v roce 1991 získal první ze svých osmi titulů mistra Norska. Na olympiádě 1992 doplatil na přeučování z klasického stylu skoku na V-styl a skončil na velkém můstku na 57. místě a v soutěži na středním můstku byl úplně poslední. V následující sezóně už novou techniku zvládl a na mistrovství světa ve Falunu vyhrál závod na velkém můstku a byl členem vítězného družstva. V celkovém pořadí Světového poháru skončil v sezóně 1992/93 na pátém místě.
Vrcholu kariéry dosáhl o rok později, kdy vyhrál Turné čtyř můstků i celkovou klasifikaci Světového poháru, na domácích olympijských hrách v Lillehammeru byl první na středním a druhý na velkém můstku a na závěr sezóny získal stříbrnou medaili na mistrovství světa v letech na lyžích 1994 v Planici, kde v tréninku vytvořil světový rekord 209 metrů, který o tři roky později vylepšil na 210 metrů. Na závěr sezóny obdržel Holmenkollenskou medaili. V roce 1997 skončil na druhém místě v seriálu letní Grand Prix ve skocích na lyžích na umělé hmotě.
Kariéru ukončil v roce 2000, poté působil jako konzultant norské skokanské reprezentace a komentátor sportovních přenosů pro televizi NRK. Je ženatý a má jednu dceru.